# Transeunte
Transeunte é um filme brasileiro de 2010 estrelado por Fernando Bezerra e com a direção de Eryk Rocha.
É o primeiro filme de ficção de Eryk Rocha, filho de Glauber Rocha e Paula Gaitán.

## Sinopse
O filme mostra o dia-a-dia de Expedito (Fernando Bezerra), um idoso que caminha diariamente nas ruas cariocas, tornando-se testemunha dos conflitos alheios.

## Prêmios e Indicações

### Prêmios
Festival de Cinema Latino-Americano
- Prêmio do Público: 2011[1]

 Festival do Cinema Brasileiro de Brasília
- Melhor Ator: Fernando Bezerra (2010)
- Melhor Som: 2010

 Associação Paulista dos Críticos de Arte
- Melhor Ator: Fernando Bezerra (2012)

 Festival de Cinema Mexicano de Guadalajara
- Prêmio do Júri - Melhor Primeiro Trabalho: 2012